# Шпијун на штиклама
Шпијун на штиклама је југословенски филм из 1988. године. Режирао га је Милан Јелић, а сценарио је написао Верослав Ранчић.

## Радња
Службеника прерушеног у чистачицу директорица убацује у конкурентску дискографску кућу.
Ливадинка Кукурић, директорка новоосноване дискографске куће, убацује свог службеника Нарциса Зеца, прерушеног у чистачицу, у конкурентску дискографску кућу, како би се дочепала ексклузивних снимака светске естрадне звезде и на тај начин, лажним представљањем продукције, осигурала банкарске кредите за изградњу студија.
После многих перипетија и комичних ситуација у које, због свог неодољивог изгледа запада наводна чистачица, директорка ће на крају, због новчаних трансакција, провести неколико година на принудном одмору о трошку државе.

## Улоге
| Глумац                   | Улога                |
| ------------------------ | -------------------- |
| Милан Гутовић            | Нарцис/Нарциса Зец   |
| Милена Дравић            | Ливадинка Кукурић    |
| Мира Фурлан              | Весна                |
| Милан Штрљић             | Борис                |
| Борис Дворник            | Директор Божур       |
| Велимир Бата Живојиновић | Директор банке Ружић |
| Лидија Вукићевић         | Маја                 |
| Ева Рас                  | Чистачица            |
| Миленко Павлов           | Паја Певац           |
| Љиљана Седлар            | Божурова жена        |
| Младен Недељковић        | Бобо                 |
| Добрила Стојнић          | Маргита              |
| Надежда Вукићевић        | Евица                |
| Мило Мирановић           | Златоје              |
| Мира Косовка             | Мира Косовка         |
| Зорица Брунцлик          | Зорица Брунцлик      |
| Борис Новковић           | Борис Новковић       |
| Божидар Павићевић Лонга  | Уредник новина       |
| Момчило Станишић         | Музички продуцент    |
| Маринко Шебез            | Инспектор из СУП-а   |
| Душан Тадић              | Келнер               |
| Миња Војводић            | Обезбеђење           |
| Ванеса Ојданић           | Водитељка            |
| Гордана Леш              | Сервирка             |
| Мирослава Николић        |                      |
| Јелица Вучинић           |                      |
| Адам Митић               |                      |
| Даница Марковић          |                      |
| Ратислава Гачић          |                      |
| Дејан Мандић             |                      |
| Слободан Росић           |                      |
| Драгољуб Његру           |                      |
| Лепосава Зечевић         |                      |
| Петра Швајгер            |                      |

## Специјални гости
- Мира Косовка
- Борис Новковић
- Зорица Брунцлик